# 丸子町駅
丸子町駅（まるこまちえき）は、長野県小県郡丸子町（現・上田市）上丸子にあった上田丸子電鉄丸子線の駅（廃駅）である。丸子線の廃線に伴い1969年（昭和44年）4月20日に廃駅となった。

## 概要
丸子鉄道の第1期線として大屋駅（後の電鉄大屋駅） - 当駅間の開通に伴い終着駅として開業した。同鉄道は当時の丸子町の主要産業である製糸業の工場経営者が中心となって設立された経緯から、当駅には貨物駅としての機能も求められていた。そのため駅は旅客用のホーム1面と4、5本の線路が併設された貨客混合駅となった。大屋駅から当駅までの各駅からの貨物は、当駅にて馬車などに積み替えられ、製糸業の盛んであった諏訪・岡谷方面に運ばれたという。また、丸子町においても製糸業が盛んになった。その後製糸業が衰退すると貨物駅としての機能は半減され、代わりに電車区として整備されるようになった。
なお、当駅は戸籍上の終着駅であったが、列車は当駅発が下り列車であり、実質的な起点駅であった。

## 歴史
- 1918年（大正7年）11月21日：丸子鉄道大屋駅（後の電鉄大屋駅） - 当駅間開通に伴い丸子町駅（まりこまちえき）として開業[3][4][5]。一般駅[6]。
- 1933年（昭和8年）
  - 3月：駅舎改築。同時に省営バス和田峠線のバス専用路をホームに乗り入れ[7]。
  - 3月23日：省営自動車和田峠北線（丸子町（丸子鉄道丸子町駅）-上和田間）、和田峠南線（下諏訪-岡谷（中央本線岡谷駅）間）運輸営業開始[8]
  - 10月14日：省営自動車運輸営業開始（上和田-下諏訪間）。岡谷-丸子町間を和田峠線に改称[9][10]
- 1943年（昭和18年）10月21日：交通統合に伴い上田丸子電鉄丸子線の駅になる[3][5]。
- 時期不詳（戦前）：列車重連化に伴うホーム延伸によりホームへのバス専用路乗り入れ廃止[7]。
- 1952年（昭和27年）5月：駅舎改築[7][11]。
- 1954年（昭和29年）以前：駅名の読みをまるこまちに改称[5]。
- 1969年（昭和44年）4月20日：丸子線の廃線に伴い廃止となる[3][4][5]。

## 駅構造
廃止時点で、単式ホーム1面1線を有する地上駅であった。ホームは線路の西側（丸子町方面に向かって右手側）に存在した。そのほか発着線の東側に貨物側線（電車の留置も行っていた）を2線有し、その東側が車輌基地となっていた。
職員配置駅となっていた。駅舎は構内の西側に位置しホーム中央部分に接していた。ホーム北側の先端部分は木造で延長されていた。開業時の初代駅舎は庇も軒下も無い建物であったという。
構内には車輌基地である「丸子電車区」が併設されていた。本線の北側から分岐し、側線の東側に設けられた電車区には施設として、2線を格納する屋根付きの車庫が1棟、その東に屋根無しの側線を1線、また貨物側線の延長上に事務所が併設された、1線を格納した検車庫を1棟有していた。
丸子鉄道時代には、本社も置かれていた。

### 二代目駅舎・ホーム
戦前の二代目駅舎とホームはバス乗り入れ機能を有していた。ホーム上屋の幅を広げ、「自動車連絡環状式」というロータリー化されたバス専用路をホームにつなげた。電車を降りれば省営自動車バス（後の国鉄バス、現在のJRバス関東）がホームに乗り入れている、という構造になっていたため、ホームがかなり広めに作られていた。改築された二代目の駅舎は小県郡和田村（現・長和町）と諏訪郡下諏訪町の境界線上にある和田峠を越えるトンネルが開通し、省営自動車バスの和田峠線が当駅を起点として開通したことに合わせて完成した。このロータリー構造は、列車の重連運転に伴うホーム延伸と、使用バスの大型化により廃止された。

## 駅周辺
- 上田丸子電鉄西丸子線西丸子駅 - 駅から北西に約0.5km[12]。
- 国道152号
- 長野県道167号丸子北御牧東部線
- 長野県道174号荻窪丸子線
- 丸子町役場 - 現・上田市役所丸子地域自治センター
- 丸子駅前郵便局
- 上田市立丸子中央小学校
- 丸子文化会館 - 向かいの「工業百年記念公園[13]」に当線で貨物列車などを牽引していたED25形電気機関車ED25 1が静態保存・展示されている[11]。
- 依田川

## 駅跡
1996年（平成8年）時点では、旧駅構内にはスーパーマーケットのマツヤ丸子店が建築されていた。また附近には「丸子駅前郵便局」、「駅前通り」、「駅前商店街」など、「駅前」の付く施設名が幾つも残っていた。駅前に営業していたタクシー会社の営業所も健在であった。2007年（平成19年）8月時点でも同様であった。2010年（平成22年）10月時点でも同様で、駐車場の車止めにレールが再利用されていることも確認出来た。尚、マツヤ丸子店は2011年（平成23年）4月10日をもって移転のため閉店となり、同月20日に他所に移転オープンした。翌2012年（平成24年）4月19日、跡地にカワチ薬品丸子店が開業した。
また、1996年（平成8年）時点では、当駅附近から電鉄大屋駅附近までの線路跡は丸子町道（後に上田市道）となっており、丸子中央小学校の裏の道や人家の石垣に鉄道の名残を見付けることが出来た。舗装道路となって整備されているため、2007年（平成19年）8月時点では遺構は無かった。2010年（平成22年）10月時点でも道路は健在であった。

### 丸子駅（丸子町）バス停留所
駅跡のカワチ薬局横にバスターミナルがあり千曲バス、東信観光バス、JRバス関東、上田バスの4事業者が乗り入れているが停留所名は事業者ごとに異なる。
2024年現在は以下のバス路線がある。
- 千曲バス（丸子駅）
  - 鹿教湯線 - 鹿教湯温泉、上田駅方面
  - 武石線 - 巣栗方面
- 東信観光バス（丸子）
  - 丸子線 - 立科町役場方面
- JRバス関東（丸子町）
  - 和田峠北線（長久保線） - 長久保方面
- 上田バス（丸子町）
  - 西丸子線 - 下之郷駅方面

## 隣の駅
上田丸子電鉄
丸子線
上丸子駅 - 丸子町駅